# 卡萨莱加斯
卡萨莱加斯，是西班牙卡斯蒂利亚-拉曼恰托莱多省的一个市镇。总面积30平方公里，总人口1175人（2001年），人口密度39人/平方公里。